# Begardo
Os begardos formavam movimento religioso que surgiu nos Países Baixos por volta do século XI. Embora as comunidades de begardos fossem compostas por homens, sua filosofia era, porém, semelhante e muito próxima à do movimento das beguinas, do qual é por vezes considerado a "versão masculina".

## Características
O movimento dos begardos era formado por homens leigos, posto que não adotavam votos monásticos. As comunidades não se submetiam a uma regra única e variavam de tamanho. Não havia, entre eles, propriedade privada: os membros compartilhavam seus bens.
No geral, eram homens de origem mais ou menos humilde, como tecelões, costureiros, tintureiros, dentre outros. De fato, é sabido que no convento de begardos de Bruxelas só eram aceitos membros da guilda dos tecelões, e é provável que houvesse mais situações semelhantes. A maior parte deles, porém, era de homens em situação mais difícil, como idosos sem condição de se manter, pessoas que perderam sua família. Neste aspecto, pode-se fazer um paralelo entre as beguinas e os begardos: enquanto aquele movimento absorvia o "excesso" de mulheres da sociedade medieval nos Países Baixos, as comunidades de begardos absorviam os homens idosos e inválidos.
Embora fosse um movimento espiritual em suas bases, participavam ativamente de suas cidades. A caridade era um componente crucial do movimento. Ademais, dado o poder da indústria têxtil, a cujas guildas estavam intimamente ligados, os begardos influenciaram profundamente a religiosidade dos Países Baixos por mais de 200 anos, especialmente entre os proletariados.
Assim como sua matriz feminina, as comunidades de begardos eram independentes do clero. Era comum que desenvolvessem um misticismo marcante, por vezes considerado herético pela Igreja Católica. Há quem compare alguns destes princípios ao panteísmo, ou ao anarquismo do início do século XX, além do quietismo. Como consequência, tanto a Santa Sé quanto os bispos (em especial na Alemanha) e a Inquisição atacaram o movimento com frequência.

## História
A primeira comunidade de begardos confirmada foi fundada em Lovaina em 1220. Expandiram-se rapidamente, especialmente na Alemanha, chegando até Polônia e Suíça.
Ainda assim,  independência e as ideias heterodoxas de várias comunidades levaram a frequentes condenações pela Igreja. Em 1259, o Sínodo de Mogúncia proíbe que os begardos mendiguem pão pelas ruas, e que tenham contato com as beguinas. Um sínodo em Colônia em 1262 condena a independência das comunidades, e em 1310 os sínodos de Trevez e Mogúncia proíbem padres de adentrarem essas comunidades, além de vetar aos begardos que expliquem a Bíblia.
Com mais força, o papa Clemente V e o Concílio de Vienne acusam irrestritamente o movimento de heresia  em 1312, vetando toda a vida comunal. Esta atitude drástica foi revista por João XXII, que reabilitou as beguinas, conquanto que se submetessem à ortodoxia; ainda assim, muitos begardos continuaram sendo considerados hereges. A perseguição ao movimento se aliviaria posteriormente, quando os papas Gregório XI e Bonifácio  IX enviaram bulas para as dioceses alemãs e holandesas em defesa dos begardos ortodoxos.
Com a Reforma Protestante, os begardos entrariam em decadência.